# Oldambtmeer

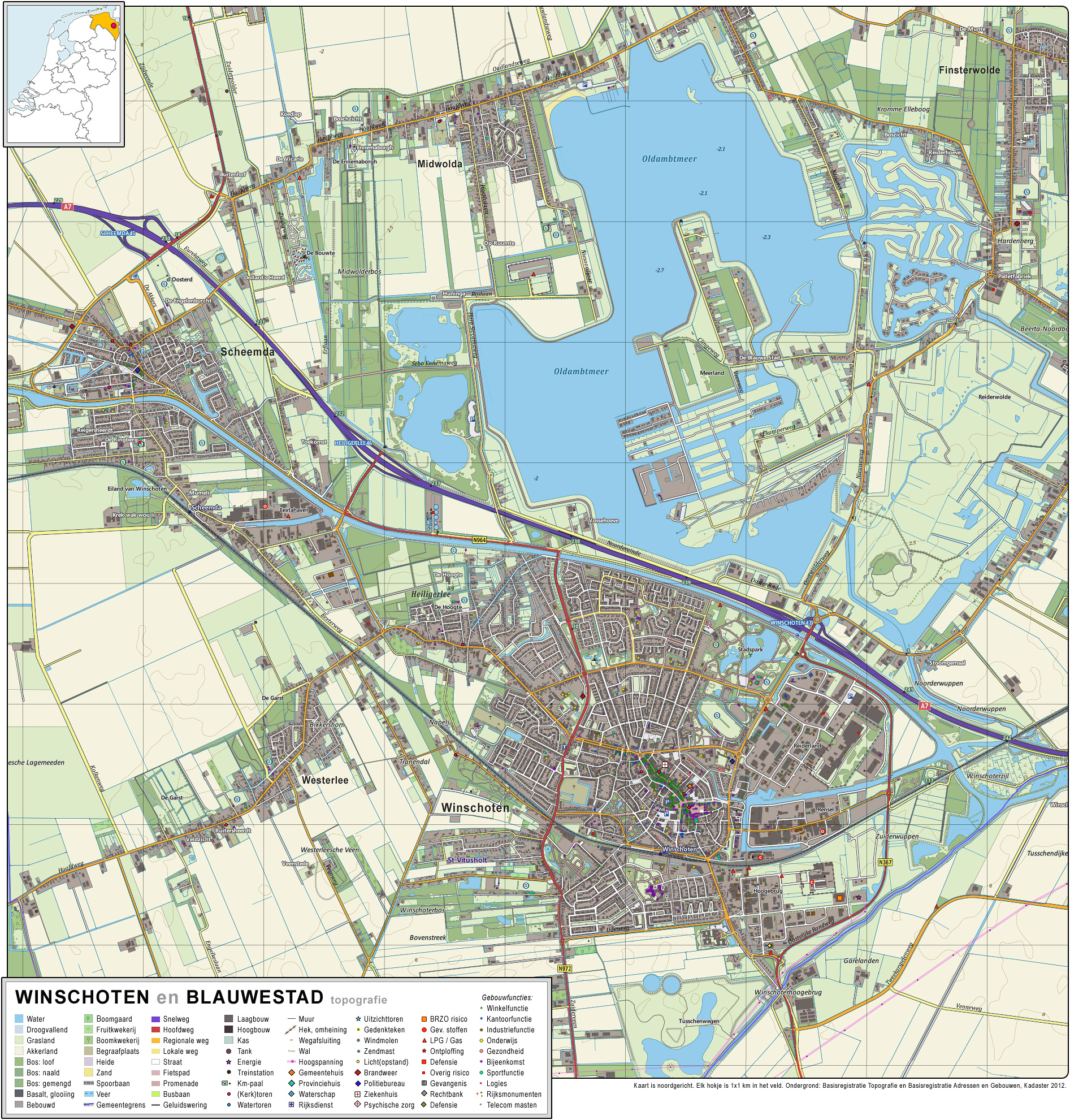
Kaart van het Oldambtmeer, Winschoten en de nabije omgeving

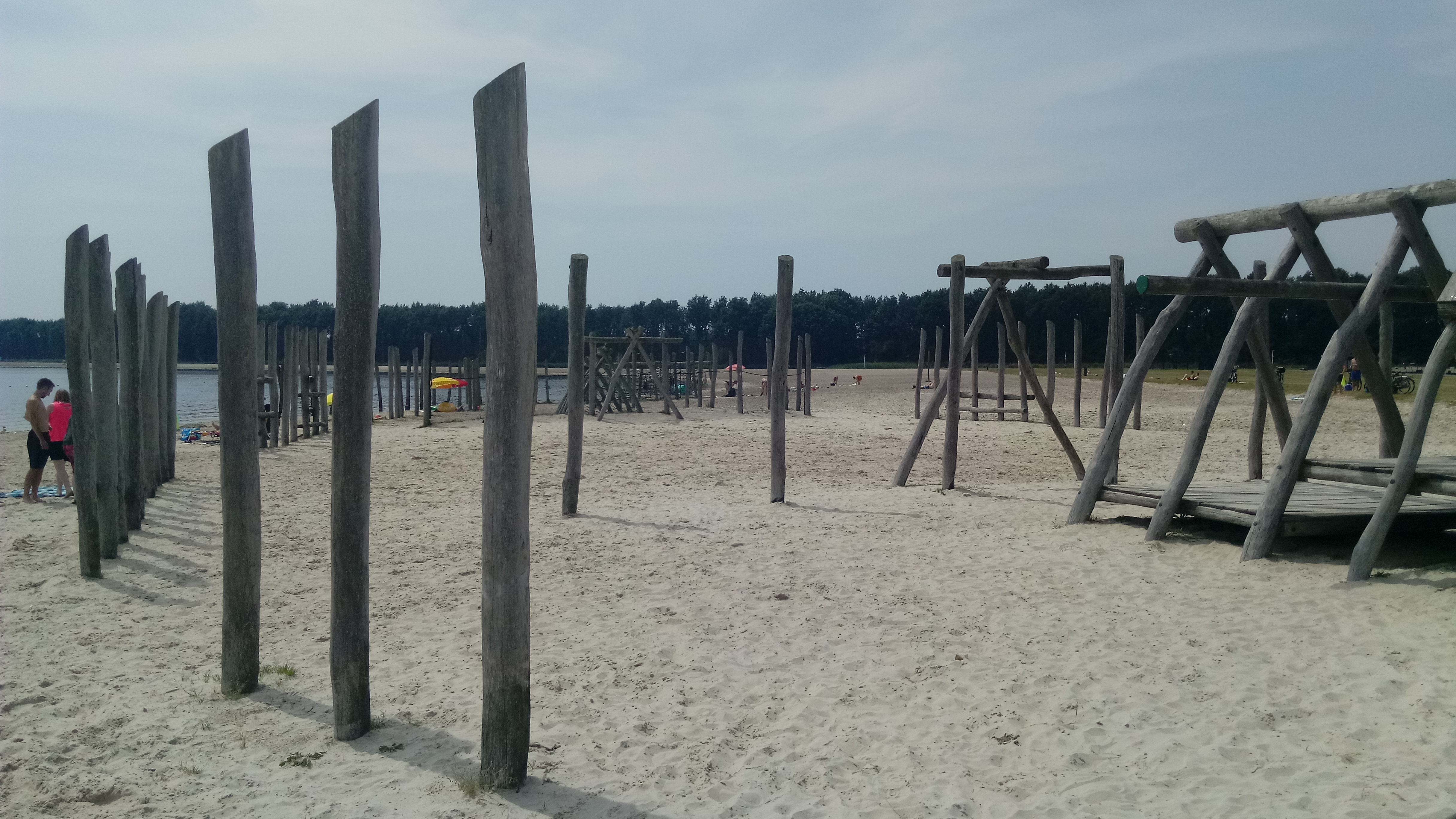
De_Walvis, Noordstrand bij Midwolda

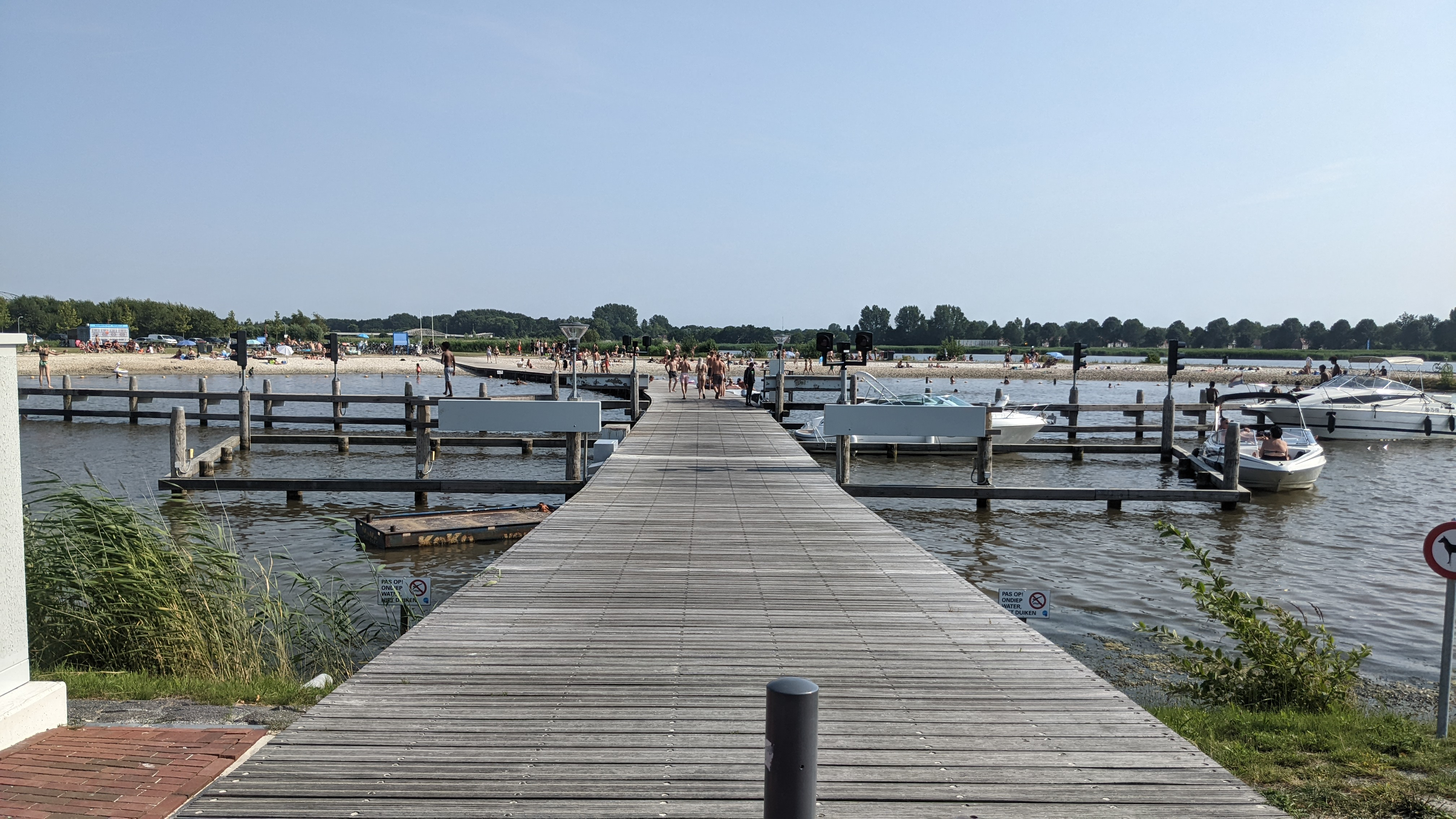
Vlonderbrug en zuidstrand Blauwestad

Het Oldambtmeer is sinds 2005 een kunstmatig meer van ruim 800 hectare in de streek Oldambt. Het werd aangelegd in het kader van het Blauwestad-project rond de plek waar vroeger het Huningameer lag.
Naast de aanleg van het Oldambtmeer is er ook 350 hectare nieuwe natuur aangelegd door het Blauwestad-project, vele recreatiefaciliteiten en de mogelijkheid om er te wonen in het nieuwe dorp Blauwestad. Er is een groot strand en het vormt een watersportgebied. Rondom het meer is 25 kilometer aan dijken aangelegd. Het grootste gedeelte daarvan is te begaan te voet, of met de fiets.
Met 14 miljoen kubieke meter water en een oppervlak van 800 hectare is het Oldambtmeer een van de grotere meren van Nederland en na het Lauwersmeer het grootste van de provincie Groningen. Met een minimale diepte van 1.30 meter is het geschikt voor zeilboten en kleinere motorjachten. Daarvoor beschikt het Oldambtmeer over twee jachthavens Reiderhaven en Jachthaven Midwolda.
Het project Blauwestad is bedacht om het gebied een economische impuls te geven. Eind jaren 80 kampte het gebied met sterke vergrijzing, hoge werkloosheid, het wegtrekken van jongeren in verband met het ontbreken van werkgelegenheid en landbouwgronden lagen braak doordat er subsidies verstrekt werden om deze gronden braak te laten liggen in verband met overproductie. Met de aanleg van het meer, de natuurgebieden, toeristisch recreatieve voorzieningen, de bouw van woningen en het aantrekken van mensen van elders die hier hun geld komen besteden, wil men het gebied een economische impuls geven. Toch bracht de komst van het meer een groot deel van de bevolking van de regio in beroering. Er moesten enkele woningen verdwijnen en grote stukken landbouwgrond worden overgedragen. Veel mensen vonden het absurd dat grond die eens was ingepolderd door de overgrootouders nu weer onder water werd gezet. 

## Waterkwaliteit
Het water van het Oldambtmeer is afkomstig van de directe omgeving en hoge delen van Drenthe en Groningen. Een groot deel van het water is afkomstig van landbouwgebied. Dit oppervlaktewater is vervuild met fosfaat uit mest waardoor het water eerst is gedefosfateerd voordat het het meer in is gelaten. In met fosfaat vervuild water kunnen makkelijk algen ontstaan, wat het water "dood" kan maken, dat wil zeggen niet leefbaar voor organismen. Om dit te voorkomen heeft men een retentiebekken bij de inlaat aangelegd. Het ingelaten water wordt verrijkt met ijzer. Het ijzer bindt zich aan de fosfaatdeeltjes waardoor het naar de bodem zinkt. Het gezuiverde water werd doorgelaten naar het meer. Zo blijft het water van het meer helder. Dat is een belangrijke voorwaarde voor de woon- en recreatiefunctie.
Ruim een jaar na het openen van de kraan is het Oldambtmeer al grotendeels gevuld met water. Het meer was in juli 2006 op sommige plekken al tussen de 1,40 en 2,00 meter diep. Tijdens de afbouw van het meer (kades en stranden aanleggen en veilig maken) is ook de bouw van huizen gestart.
Bij het realiseren van het meer heeft men te maken met conflicten met betrekking tot de kwantiteit en kwaliteit van verschillende waterbelangen. In het vaststellen van het waterniveau dient men rekening te houden met de bodemgesteldheid, de inpassing van het meer in het toekomstige landschap en de hydrologische effecten op de omgeving. Wat betreft de kwaliteit van het water dient men de externe effecten (eutrofiëring en/of fosfacatie) zo laag mogelijk te houden, de waterkwaliteit is cruciaal voor het onderwatermilieu (dus voorkom algenvorming) en het water moet voldoen aan de eisen voor het zwemwater.
Bij grote wateroverlast kan het waterpeil van het Oldambtmeer verhoogd worden met 50 centimeter tot 15 centimeter onder NAP. In verband met de wateroverlast in 1998 heeft het meer in een later stadium ook deze functie gekregen. 